# حجت‌آباد (گنبکی)
حجت‌آباد، روستایی در دهستان گنبکی بخش مرکزی شهرستان گنبکی در استان کرمان ایران است.

## جمعیت
بر پایه سرشماری عمومی نفوس و مسکن در سال ۱۳۹۵، جمعیت این روستا برابر با ۷۲۵ نفر (۱۹۴ خانوار) بوده است.